# Corel Paint Shop Pro
Corel Paint Shop Pro (скорочено CPSP) — растровий графічний редактор, що випускається компанією Jasc Software з 1992 року. Пізніше спектр функцій був розширений для роботи з векторною графікою. У жовтні 2004 року компанія Corel купила Jasc та права на поширення Paint Shop. У 2005 році Corel випустила першу власну версію PSP під назвою Corel Paint Shop Pro X. Починаючи з наступної версії, програма називається Corel Paint Shop Pro Photo.